# Colère noire (film, 1975)
Pour les articles homonymes, voir Colère noire.
Pour plus de détails, voir Fiche technique et Distribution.
Colère noire (La città sconvolta: caccia spietata ai rapitori) est un film italien réalisé par Fernando Di Leo, sorti en 1975, avec Luc Merenda, James Mason, Irina Maleeva, Marino Masè, Vittorio Caprioli et Valentina Cortese dans les rôles principaux.

## Synopsis
Deux enfants d'une dizaine d'années sont enlevés. L'un est le fils de Fillipini (James Mason), un riche industriel, l'autre est le fils de Fabrizio Colella (Luc Merenda), un mécanicien pauvre et veuf. Alors que l'enquête menée par le commissaire Magrini (Vittorio Caprioli) piétine, une importante rançon est exigée de la part des ravisseurs, mais Fillipini tente de négocier le montant, au grand dam de son épouse, Grazia (Valentina Cortese) et de Fabrizio, qui, faute de moyens financiers suffisants, ne peut être que témoin indirect de la négociation. Pour convaincre Fillipini de payer le prix fort, les ravisseurs tuent le jeune fils de Fabrizio, ce qui incite Fillipini à payer et provoque la libération de son fils. De son côté, Fabrizio, fou de douleur, remonte la piste des ravisseurs et tue chaque personne liée à l’enlèvement et au meurtre de son fils.

## Fiche technique
- Titre : Colère noire
- Titre original : La città sconvolta: caccia spietata ai rapitori (lit. La ville secouée : chasse sans merci aux ravisseurs)
- Réalisation : Fernando Di Leo
- Scénario : Fernando Di Leo, Nicola Manzari et Ernesto Gastaldi, d'après un sujet de Galliano Juso (it)
- Photographie : Erico Menczer (it)
- Montage : Sergio Montanari
- Musique : Luis Bacalov
- Décors : Francesco Cuppini
- Costumes : Maria Luisa Panaro
- Producteur : Galliano Juso (it)
- Société(s) de production : Cinemaster
- Pays d'origine :  Italie
- Langue : Italien
- Format : Couleur
- Genre : Néo-polar italien
- Durée : 98 minutes
- Date de sortie :
  - Italie : 27 août 1975

## Distribution
- Luc Merenda : Mario Colella
- James Mason : Filippini
- Irina Maleeva (it) : Lina, la secrétaire de Filippini
- Marino Masè : Pardi, l'assassin de Fabrizio
- Vittorio Caprioli : le commissaire Magrini
- Valentina Cortese : la comtesse Grazia Filippini
- Daniele Dublino (it) : l'avocat Bonanni
- Marco Liofredi : Fabrizio Colella
- Francesco Impeciati : Antonio Filippini
- Alessio Juso : un enfant
- Enzo Pulcrano (it) : Pino le blond
- Giulio Baraghini : le brigadier
- Renato Baldini : le beau-frère de Pino
- Serena Bennato : la ravisseur
- Flora Carosello (it) : une mère
- Raoul Lo Vecchio : Latrella
- Renato Romano (it) : un homme de main de Pardi
- Salvatore Billa (it) : le chauffeur de la camionnette de livraison
- Loris Bazzocchi (it) : le ravisseur
- Omero Capanna (it)
- Pietro Ceccarelli (it)
- Tom Felleghy
- Sandro Scarchilli (en)

## Autour du film
- Le film a été tourné dans la région du Latium et plus particulièrement dans la ville de Rome et dans les communes voisines de Castel San Pietro Romano et Fonte Nuova, ainsi qu'à Milan en Lombardie.

## Source
- (en) Roberto Curti, Italian Crime Filmography, 1968-1980, Jefferson, McFarland, 2013, 330 p. (ISBN 978-0-7864-6976-5, lire en ligne).